# Sender Feschel
Der Sender Feschel ist eine Sendeanlage der Swisscom in der Ortschaft Wiler, oberhalb des Ortes Feschel im mittleren Wallis. Die Sendeanlage besteht aus einem 24 Meter hohen Sendegebäude, auf dem sich eine 73 Meter hohe Antenne befindet, woraus sich eine Gesamthöhe von 97 Metern ergibt. Die Anlage kostete 7,3 Mio. Franken und wurde im Jahr 1980 errichtet; sie ersetzte eine ältere Sendeanlage aus dem Jahr 1955.
Von hier wird das mittlere Wallis mit den deutschen und den französischen Rundfunkprogrammen der SRG SSR versorgt. Am 31. Dezember 2024, um Mitternacht, wurde die UKW-Ausstrahlung der SRG-Programme eingestellt.

## Frequenzen und Programme

### Digitales Radio (DAB)
DAB wird in vertikaler Polarisation und im Gleichwellenbetrieb mit anderen Sendern ausgestrahlt.
| Block                      | Programme | ERP (in kW) | Antennendiagramm rund (ND), gerichtet (D) | Gleichwellennetz (SFN) |
| -------------------------- | --- | ----------- | ----------------------------------------- | --- |
| 12C SRG SSR D01 (SUI0001A) | DAB-Block der SRG SSR idée suisse: - Radio SRF 1 AG SO+ (64 kbit/s DAB+) - Radio SRF 1 BE FR VS+ (64 kbit/s DAB+) - Radio SRF 1 BS+ (64 kbit/s DAB+) - Radio SRF 1 GR+ (64 kbit/s DAB+) - Radio SRF 1 LU+ (64 kbit/s DAB+) - Radio SRF 1 SG+ (64 kbit/s DAB+) - Radio SRF 1 ZH SH+ (64 kbit/s DAB+) - Radio SRF 2 Kultur+ (96 kbit/s DAB+) - Radio SRF 3+ (72 kbit/s DAB+) - Radio SRF 4 News+ (56 kbit/s DAB+) - Radio SRF Musikwelle+ (72 kbit/s DAB+) - Radio SRF Virus+ (72 kbit/s DAB+) - RSI Rete Uno+ (72 kbit/s DAB+) - RTS Première (72 kbit/s DAB+) - Radio Rumantsch+ (72 kbit/s DAB+) - Radio Swiss Pop+ (64 kbit/s DAB+) | 5           | D (270°)                                  | - Aargau: Baden-Freienwil (Hörndli), Frick (Frickberg), Hellikon, Möriken-Wildegg (Chestenberg), Reuenthal (Ried), Rietheim, Villigen (Geissberg), Wasserflue - Appenzell Ausserrhoden: Herisau (Ramsen), Wildhaus (Säntis) - Basel-Land: Langenbruck, Läufelfingen, Liestal (Seltisberg), Nenzlingen (Eggflue), Sissach (Metzenholden), Waldenburg (Richtiflu), Ziefen (Chöpfli) - Basel-Stadt: Basel (St. Chrischona) - Bern: Adelboden (Wintertal), Bern (Bantiger), Biel-Magglingen (Evilard Hohmatt), Boltigen (Jaunpass chline Bäder), Brienz (Wellenberg), Burgdorf-Oberburg (Rothöchi), Chasseral, Diemtigen,(Zwischenflüh), Dornegg (Rütschelen), Eggiwil (Hinterer Girsgrat), Gadmen-Hopflauenen (Hopflauiwald), Heimenschwand (Buchholterberg Schafegg), Höfen (Beisseren), Ins (Schaltenrain-Fürstengräber), Kandersteg (Büel), Konolfingen (Neuhaus), Langnau im Emmental (Hirschmatt), Lauterbrunnen (Männlichen), Lenk-Metschstand (Hahnenmoos), Niederhorn, Saanen (Hornfluh), Wyssachen (Mösli), Zweisimmen (Heimersberg-Hüppiweid) - Freiburg: Flamatt (Sonnhalde Silo), Guggisberg (Gusteren Zollhaus), Gurmels (Cordast) - Glarus: Engi (Lindenbodenberg), Glarus (Bergli), Linthal-Braunwald (Nussbüel-Schleimen) - Graubünden: Valzeina (Mittagplatte) - Luzern: Escholzmatt (Wiggen Mittlist Äbnit), Geuensee (Höchweidwald), Schüpfheim (Vöglisbergegg), Sörenberg (Rischli), Willisau (Aegerten), Wolhusen - Nidwalden: Engelberg-Wolfenschiessen (Stöck) - Obwalden: Sarnen-Obstalden (Moosacher) - Schaffhausen: Altdorf, Bargen, Schaffhausen (Cholfirst), Schleitheim (Mattenhof-Birbiste), Thayngen (Wippel) - Schwyz: Einsiedeln (Chummerweid), Oberiberg (Gadenstatt), Rigi (Kulm) - Solothurn: Balsthal (Erzmatt), Grindel (Moretchopf), Mümliswil (Regenrain), Olten (Engelberg), Rodersdorf (Grundacker), Solothurn-Oberdorf (Nesselboden), Welschenrohr (Räckholderhube) - St. Gallen: Rüthi (Bismer), St. Gallen (Chirchli Peter und Paul), Mels-Weisstannen (Eggli), Pfäfers-Vättis (Vättnerberg-Geisegg), Rorschach, Wattwil (Chapf), Ziegelbrücke (Biberlichopf) - Thurgau: Bischofszell Sitterdorf (Pierchäller), Elgg (Schneitberg), Fischingen-Dussnang (Tolebärg), Mammern (Seehalde), Ottenberg, Sirnach (Sirnachberg Bärgholz), Weiningen (Haslibuck) - Uri: Andermatt (Bäzberg), Andermatt (Nätschen), Attinghausen (Schiltwald), Spiringen-Bürglen (Eggenbergli) - Wallis: Binn (Giesse), Ferden (Färdaried), Feschel (Wilerzälg), Gondo (Alpje), Leukerbad (Bodmen), Saas-Fee (Plattjen), Visperterminen (Gebidem), Zermatt (Riffelalp), Zwischbergen-Simplon (Feerberg) - Zürich: Bachtel Kulm, Bülach (Eschenmosen), Steg-Fischenthal (Waldsberg), Wildberg (Egg Drifurri), Winterthur (Brüelberg), Zürich (Uetliberg), Zürich (Zürichberg) - Deutschland: Bad Säckingen (Eggberg), Konstanz (Fernmeldeamt), Hohentengen (Wannenberg) - Österreich: Bregenz (Pfänder) |

## Ehemalige Frequenzen und Programme

### Analoger Hörfunk (UKW)
Bis zur Abschaltung am 31. Dezember 2024 wurden folgende Programme der SRG abgestrahlt:
| Frequenz (MHz) | Programm           | RDS PS            | RDS PI                | Regionalisierung     | ERP (kW) | Antennendiagramm rund (ND)/gerichtet (D) | Polarisation horizontal (H)/vertikal (V) |
| -------------- | ------------------ | ----------------- | --------------------- | -------------------- | -------- | ---------------------------------------- | ---------------------------------------- |
| 88,2           | Radio SRF 1        | SRF_1_BE _SRF_1__ | 44B1 (regional), 43B1 | Bern-Freiburg-Wallis | 1,5      | D (90°–120°, 240°–270°)                  | H                                        |
| 90,3           | Radio SRF 2 Kultur | _SRF_2__/_Kultur_ | 43B2                  | –                    | 1,5      | D (90°–120°, 240°–270°)                  | H                                        |
| 91,4           | RTS La Première    | RTS-1ERE          | 43D1                  | –                    | 1,5      | D (90°–120°, 240°–270°)                  | H                                        |
| 96,1           | Espace 2           | ESPACE_2          | 43D2                  | –                    | 1,5      | D (90°–120°, 240°–270°)                  | H                                        |
| 101,5          | Radio SRF 3        | _SRF_3__          | 43B3                  | –                    | 1,5      | D (90°–120°, 240°–270°)                  | H                                        |
| 107,4          | Couleur 3          | COULEUR3          | 43D3                  | –                    | 1,5      | D (90°–120°, 240°–270°)                  | H                                        |

### Analoges Fernsehen (PAL)
Vor der Umstellung auf DVB-T diente der Sendestandort weiterhin für analoges Fernsehen:
| Kanal | Frequenz (MHz) | Programm                 | ERP (kW) | Sendediagramm rund (ND)/ gerichtet (D) | Polarisation horizontal (H)/ vertikal (V) |
| ----- | -------------- | ------------------------ | -------- | -------------------------------------- | ----------------------------------------- |
| 5     | 175,25         | SF 1                     | 0,339    | D                                      | H                                         |
| 8     | 196,25         | TSR 1                    | 0,339    | D                                      | H                                         |
| 31    | 551,25         | TSR 2                    | 0,69     | D                                      | H                                         |
| 34    | 575,25         | TSI 1                    | 0,643    | D                                      | H                                         |
| 44    | 655,25         | SF zwei                  | 0,782    | D                                      | H                                         |
| 49    | 695,25         | Das Erste (BR)           | 0,25     | D                                      | H                                         |
| 61    | 791,25         | ZDF                      | 0,25     | D                                      | H                                         |
| 64    | 815,25         | ORF 1                    | 0,25     | D                                      | H                                         |
| 69    | 855,25         | RTL Television (Schweiz) | 0,331    | D                                      | H                                         |

### Digitales Fernsehen (DVB-T)
Der DVB-T Sendebetrieb wurde am 3. Juni 2019 eingestellt.
| Kanal | Frequenz (in MHz) | Multiplex       | Programme im Multiplex                            | ERP (in kW) | Antennen- diagramm rund (ND) / gerichtet (D) | Polarisation horizontal (H) / vertikal (V) |
| ----- | ----------------- | --------------- | ------------------------------------------------- | ----------- | -------------------------------------------- | ------------------------------------------ |
| 45    | 666               | SRG D01         | - SRF 1 - SRF zwei - SRF info - RSI LA 1 - RTS Un | 2           | D                                            | V                                          |
| 54    | 738               | SRG F01         | - RTS Un - RTS Deux - SRF 1 - RSI LA 1            | 2           | D                                            | V                                          |
| 64    | 818               | Valaiscom-Mux 1 | unbekannt (bitte eintragen!)                      | 0,04        | D                                            | H                                          |
| 69    | 858               | Valaiscom-Mux 2 | unbekannt (bitte eintragen!)                      | 0,04        | D                                            | H                                          |
| 49    | 698               | Valaiscom-Mux 3 | unbekannt (bitte eintragen!)                      | 0,04        | D                                            | H                                          |
| 61    | 794               | Valaiscom-Mux 4 | unbekannt (bitte eintragen!)                      | 0,04        | D                                            | H                                          |